# John Thomas (scénariste)
Pour les articles homonymes, voir Thomas et John Thomas.
John Thomas est un scénariste et producteur de cinéma américain. Il est le frère de Jim Thomas.

## Filmographie
Sauf indication contraire, les informations mentionnées dans cette section peuvent être confirmées par la base de données cinématographiques IMDb,  présente dans la section « Liens externes ».
Scénariste
- 1987 : Predator de John McTiernan
- 1991 : Predator 2 de Stephen Hopkins
- 1996 : Ultime décision de Stuart Baird
- 1999 : Wild Wild West de Barry Sonnenfeld
- 2000 : Mission To Mars de Brian De Palma
- 2001 : En territoire ennemi de John Moore

Producteur
- 1989 : Pas de répit sur planète Terre (Hard Time on Planet Earth) - 2 épisodes
- 1996 : Ultime décision de Stuart Baird